# Sidi Ifni
Sidi Ifni (àrab: سيدي إفني, Sīdī Īfnī; amazic estàndard marroquí: ⵙⵉⴷⵉ ⵉⴼⵏⵉ, Sidi Ifni) és un municipi de la província de Sidi Ifni, a la regió de Guelmim-Oued Noun. Segons el cens de 2014 tenia una població total de 21.618 persones Està situat a la costa atlàntica, a 180 km al sud d'Agadir, a la província de Tiznit. Fou la capital de l'antic territori i província espanyola d'Ifni.

## Origen
La ciutat fou fundada el 1934 sobre el llogaret d'Amezdog. Es va proposar com a nom Santa Cruz de la Mar Pequeña, o El Mesti, del nom de la tribu que dominava el territori, però la República va escollir un nom local: Sidi Ifni. A la desembocadura del rierol Asif N'Ifni existia un morabit on era enterrat el xeic Sidi Ali, cap d'una confraria local que era objecte de peregrinació, i a la que els natius anomenaven la tomba de Sidi Ali N'Ifni. Ifni d'altra banda vol dir en amazic ‘llacuna’ (o embassament format de manera natural) així que el nom es podia traduir com la tomba del Senyor Ali a la Llacuna. Agafant el nom del lloc (Ifni) i el títol del santó (Sidi) es va formar Sidi Ifni que voldria dir ‘Senyor de la Llacuna’.

## Geografia
La ciutat es troba a la vora d'una estret altiplà entre el Djabal Bu Laalam i la costa; el rierol Ifni que només porta aigua quan plou desaigua a la rodalia. A la ciutat el clima és més suau que a la resta del territori, amb molta boira, però igualment amb poca pluja. L'arribada del vent del desert o siroco fa pujar les temperatures fins a 50 graus.

## Història

Situació de Sidi Ifni

La ciutat es va fundar el 1934 sent poc més que un campament de tendes; en tres anys es van construir 600 habitatges, i el 1940 l'estructura de la vila ja estava força desenvolupada. La ciutat va continuar creixent. La darrera expansió fou el 1966 quan es va urbanitzar l'altre costat del riu Ifni, el que fou el barri de Barrio Agulla o Colominas. Els atacs dels irregulars marroquins entre el 23 de novembre del 1957 i el juliol del 1958 (la guerra d'Ifni) no van afectar la ciutat però si a la seva vida diària: havia de ser abastida per aire i protegida per posicions militars avançades. El 1957 la major part dels soldats eren natius del Cos de Tiradors d'Ifni i la Policia territorial, però foren desarmats i substituïts per peninsulars. Fora d'algun atemptat menor i un pla per liquidar als oficials espanyols, no hi va haver incidents a la mateixa vila i el conflicte es va desenvolupar a l'interior, fora del perímetre defensiu situat a entre 8 i 10 km del centre. L'interior va quedar en poder del Marroc i Espanya només va conservar la ciutat i rodalia.
Del 1952 al 1958 fou capital de l'Àfrica Occidental Espanyola però el gener del 1958 es va constituir en província amb els seus propis governadors militar i civil. El 1960 els espanyols van construir un port per vaixells mitjans. Al costat hi ha l'actual port de pesca. Hi havia un aeròdrom (que va substituir a una primera pista) que fou abandonat el 1969. El territori fou retornat al Marroc pel tractat de Fes de 4 de gener de 1969 i la transferència formal de la ciutat i rodalia (i teòricament de la resta del territori) es va fer el 30 de juny de 1969. L'antiga plaça d'Espanya es va reconvertir en plaça Hassan II; l'església va esdevenir palau de Justícia, i el govern general el Palau Reial.

## Galeria

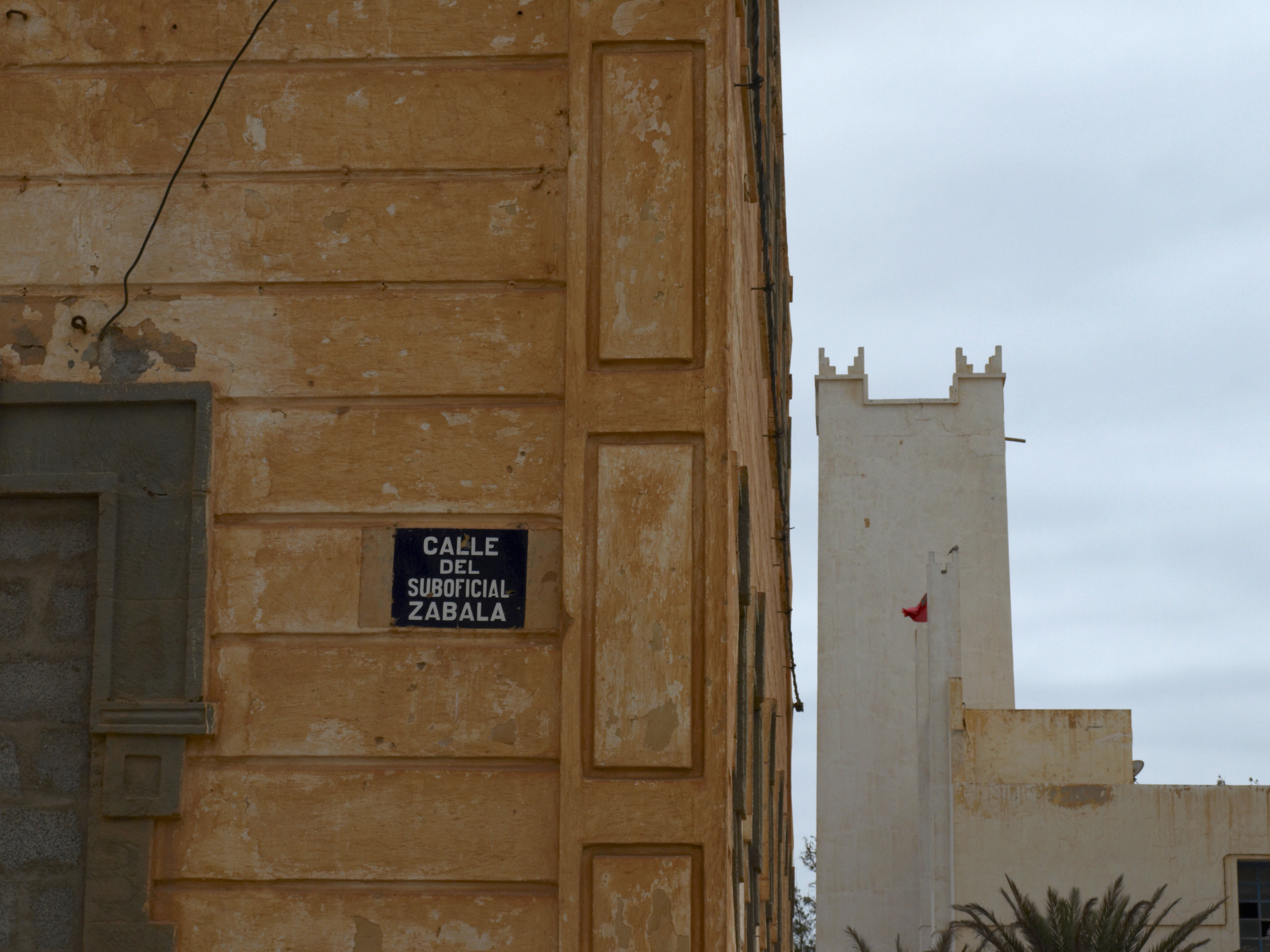
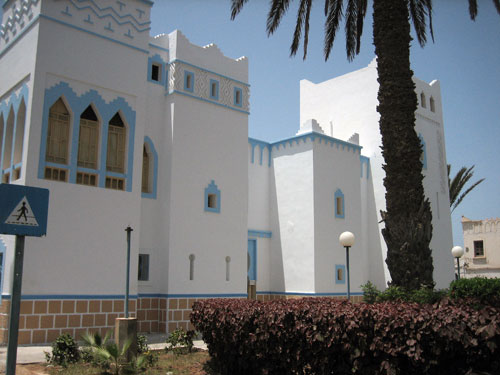
Le palais du gouverneur
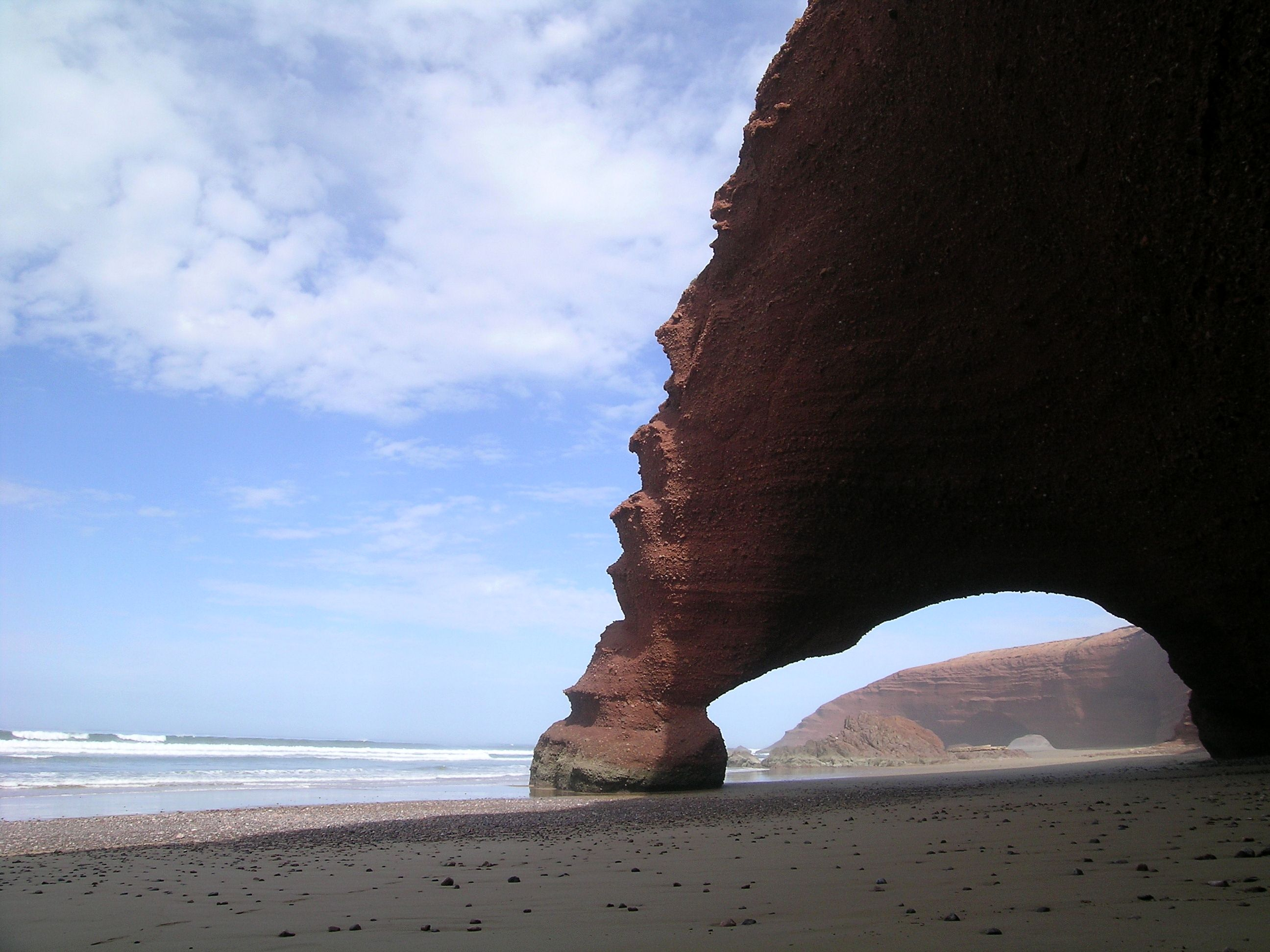
Legzira platja
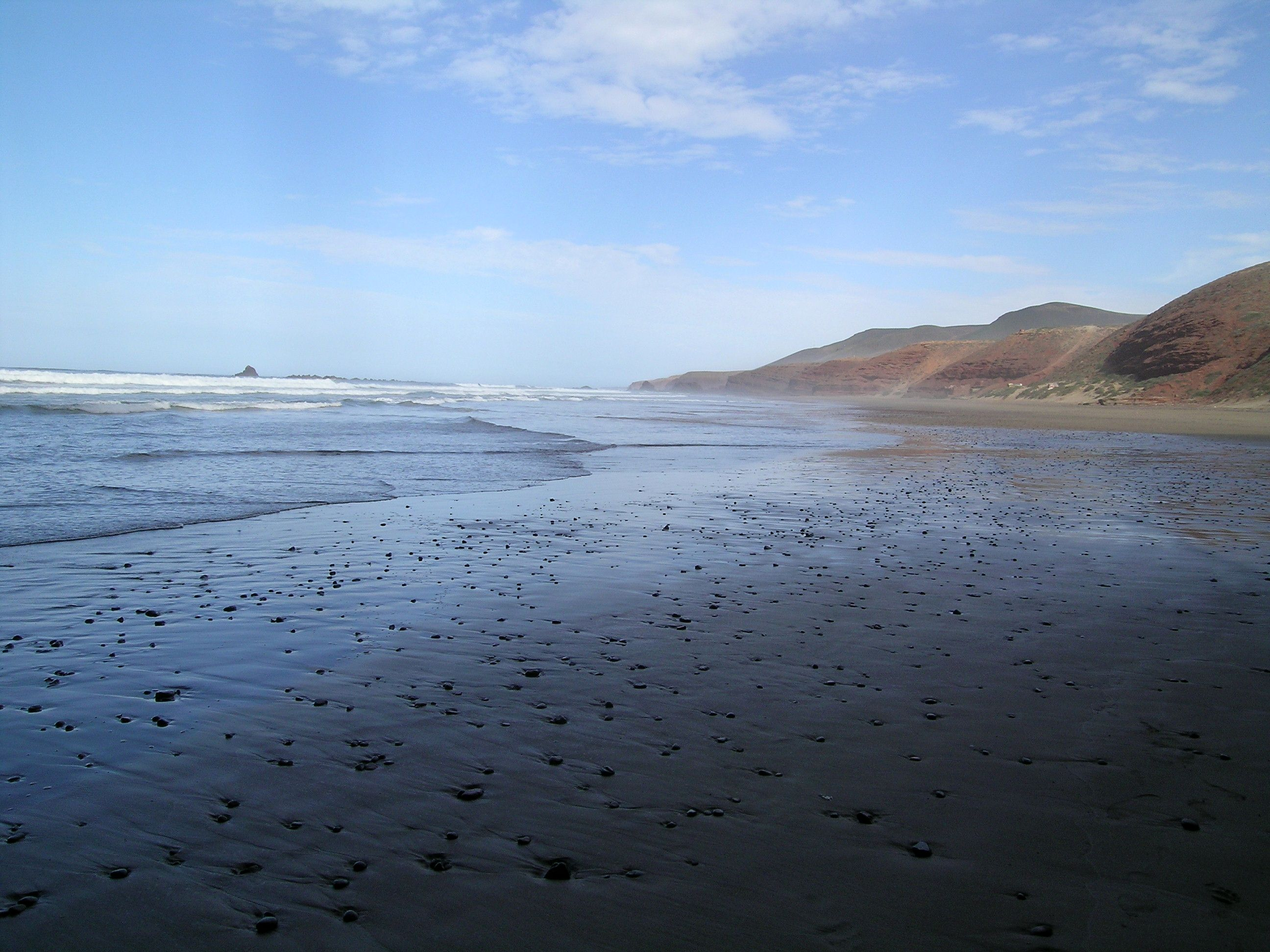
c
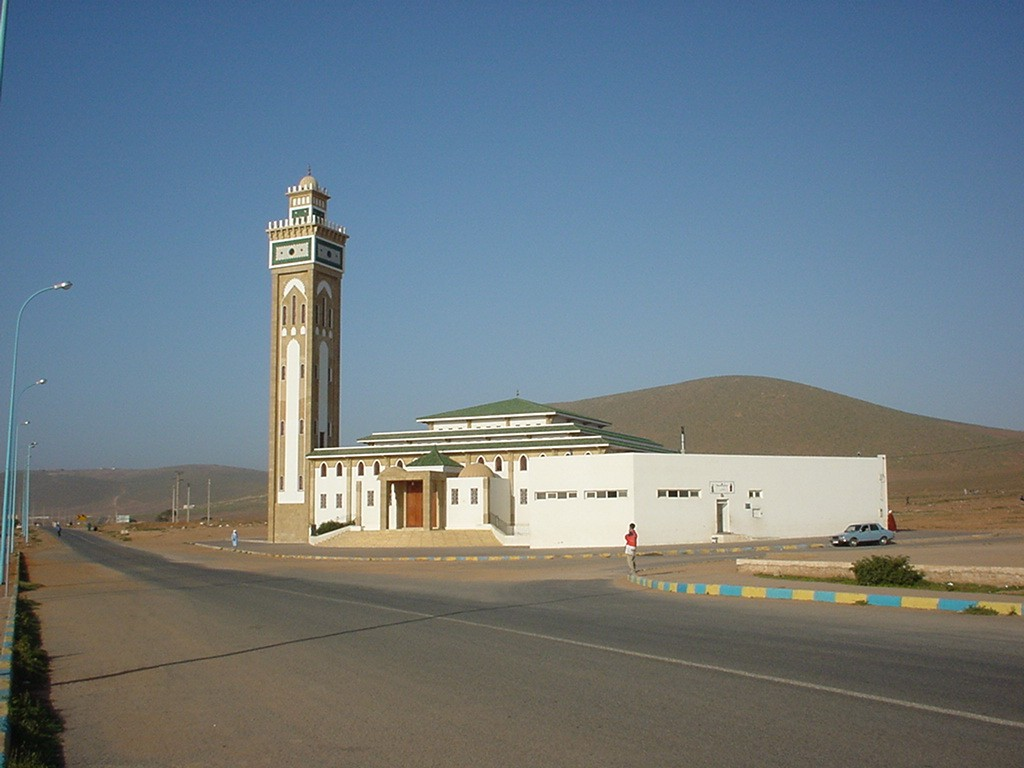
La mesquita
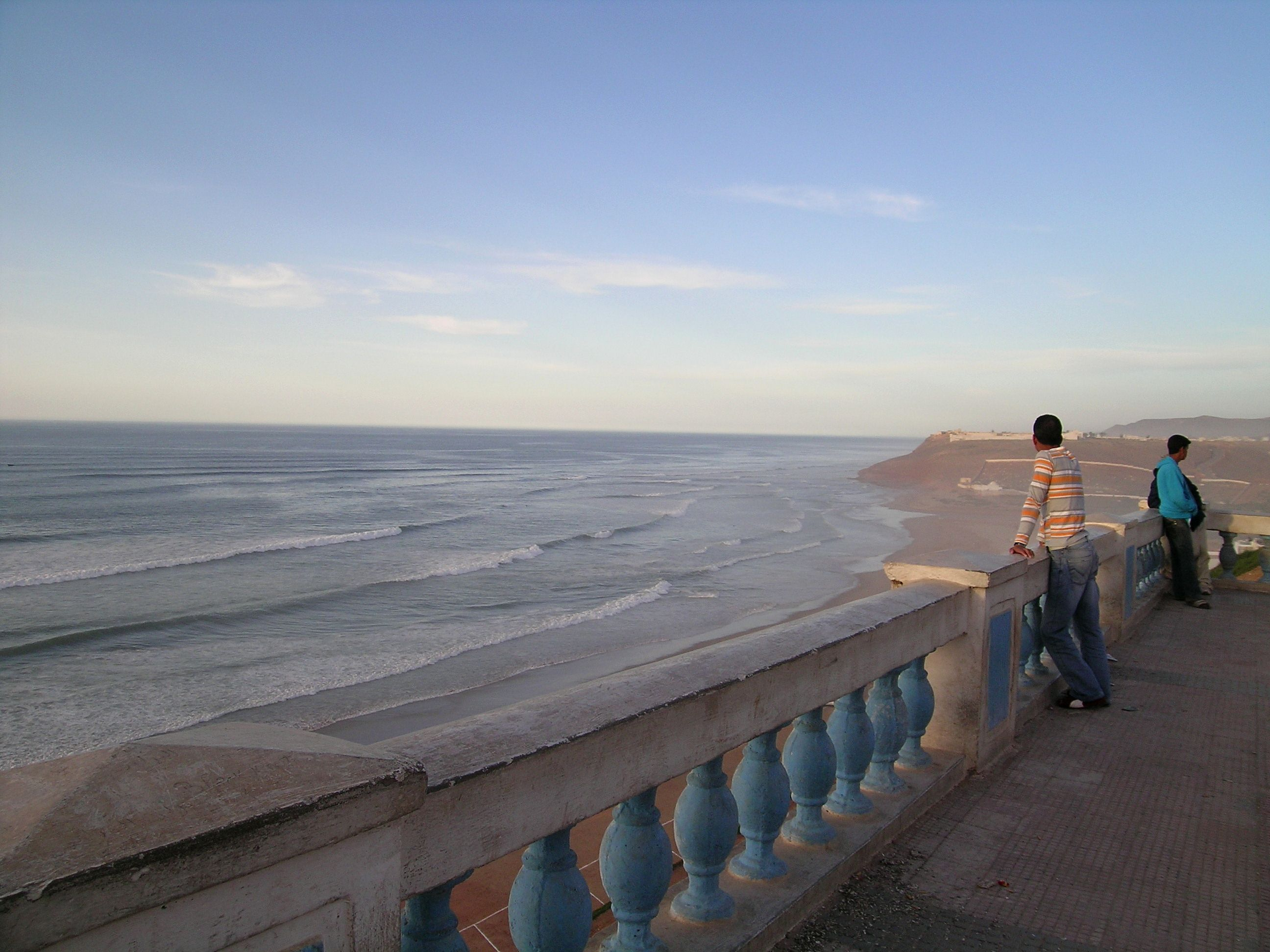
Sidi Ifni platja
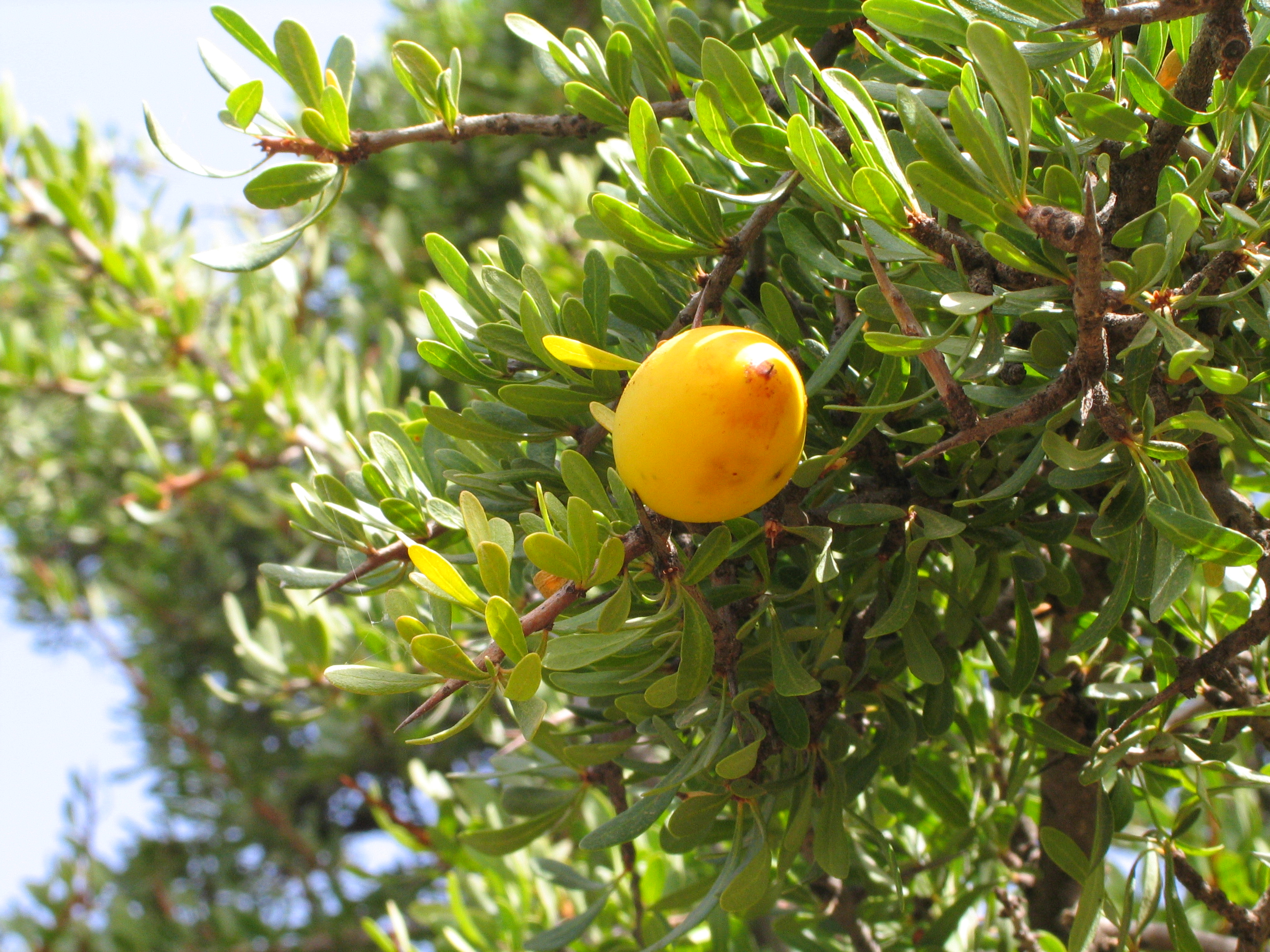
Argan
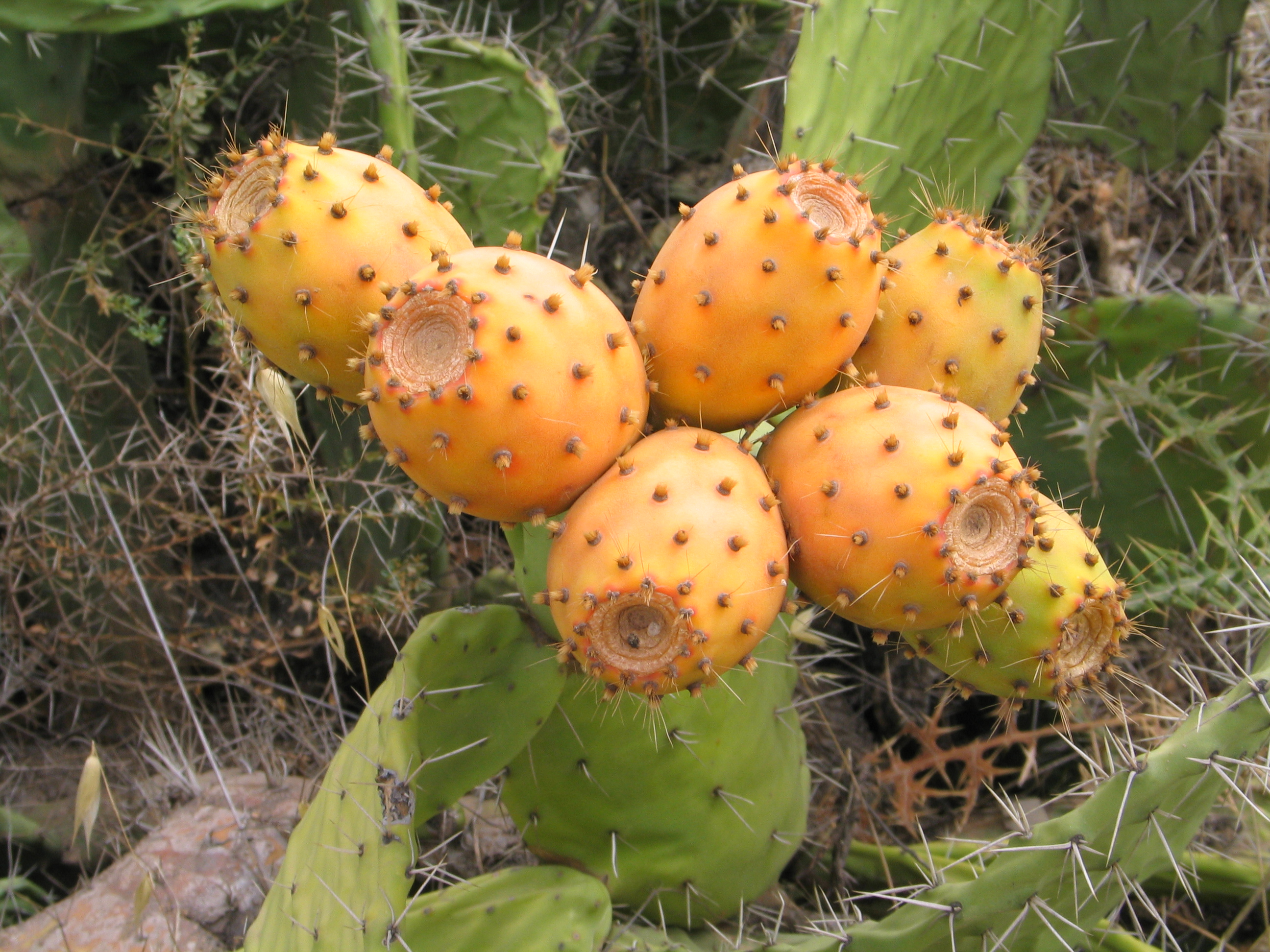
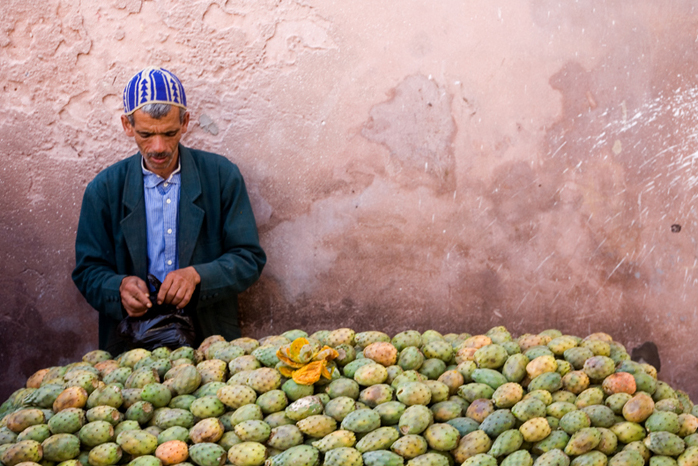
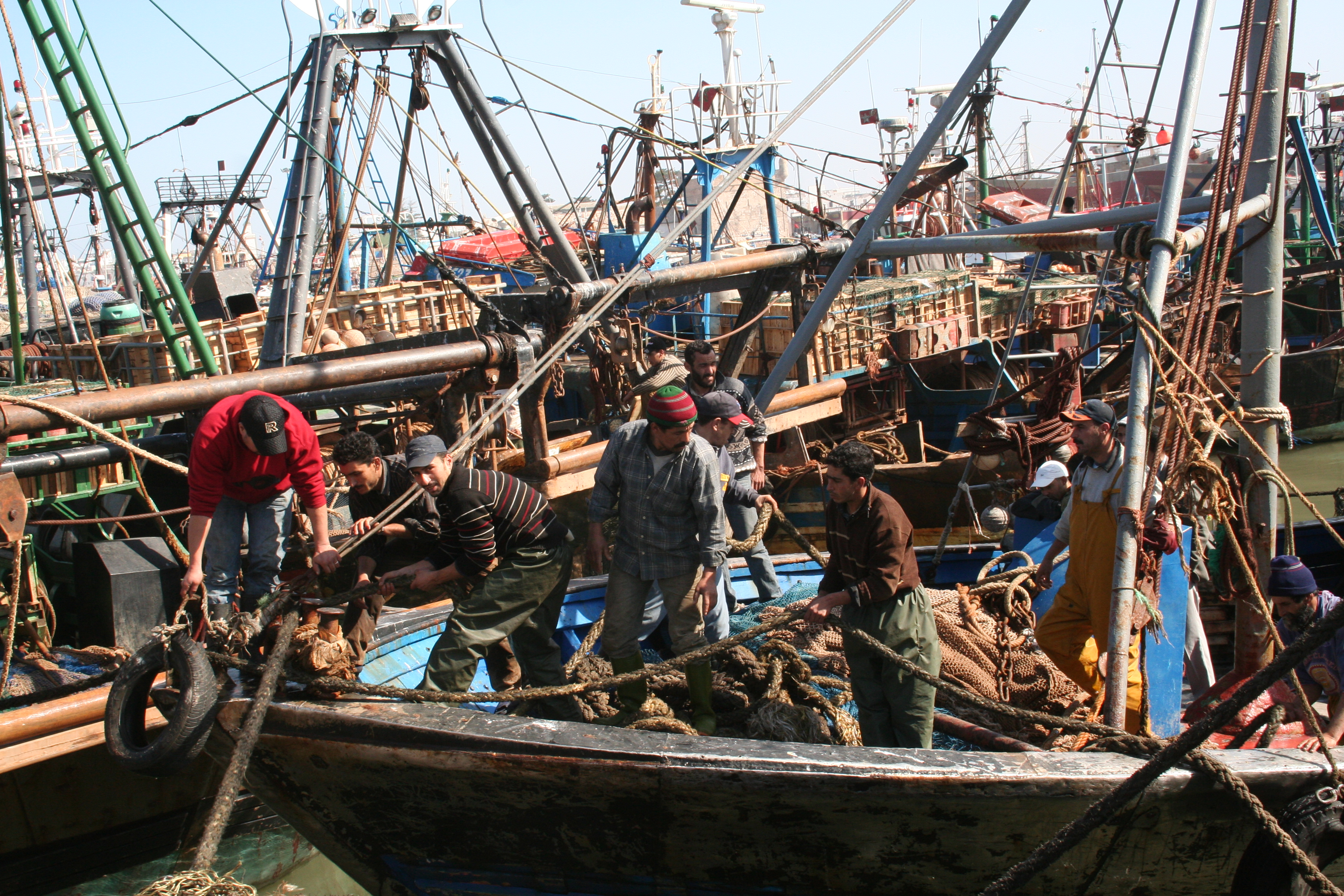